# Radio 21 (Kosovo)
Radio 21 ist ein privater Hörfunksender im Kosovo. Er ist seit dem 11. Mai 1998 auf Sendung und der älteste Sender der Rundfunkgesellschaft RTV 21.
Radio 21 bietet ein Vollprogramm mit Informationen, Unterhaltung und Nachrichten zu jeder vollen Stunde. Musikalisch versucht der Sender albanische Lieder mit internationalen Hits aus den 1960er-Jahren bis heute zu verbinden. Der Sender ist vor allem bekannt für Sendungen wie „Dita e re, nafaka e re“ (dt. „Neuer Tag, neues Glück“), „Makiato“ und „Prite të gjelbrën“ (dt. „Warte auf die Grüne“), welche täglich ausgestrahlt werden.